# 송광매기념관
송광매기념관은 대구광역시 동구 덕곡동에 위치한 박물관이다.